# 卡巴尔加河
卡巴尔加河（俄语：Река Кабарга），又称库尔布新河（满语：Kurbuhim Bira），是滨海边疆区木材加工厂城区的河流，长80公里，流域面积870平方公里，注入乌苏里江。鱼类资源丰富。

## 引用
1. ↑  张博泉， 苏金源， 董玉瑛. . 吉林人民出版社. 1981年: 289  [2023-11-15]. （原始内容存档于2023-11-15）.
2. ↑  . prim.land. Приморье.   [2022-08-11]. （原始内容存档于2021-08-12） （俄语）.
3. ↑  . toponimika.ru.   [2022-08-11]. （原始内容存档于2019-06-17） （俄语）.
4. ↑  . kraeved.info.   [2022-08-11]. （原始内容存档于2020-08-08） （俄语）.
5. ↑  А·П·穆拉诺夫. . 列宁格勒: 气象出版社. 1966 （俄语）.
6. ↑  . 列宁格勒: 气象出版社 （俄语）.
7. ↑  Т·А·基谢尔科瓦娅. . 列宁格勒: 气象出版社. 1977 （俄语）.
8. ↑  . verumwiki 自然资源部.   [2023-11-01]. （原始内容存档于2023-11-01） （俄语）.
9. ↑  . rybalku.ru.   [2022-08-11]. （原始内容存档于2022-08-11） （俄语）.